# Музей валунов
Музей валунов — парк-музей камней в микрорайоне Уручье (Минск, Беларусь).

## История
Идея создания парка-музея, принадлежавшая одному из первых белорусских академиков Гавриле Ивановичу Горецкому, была поддержана в конце 1970-х — начале 1980-х годов в ЦК КПБ, руководимом П. М. Машеровым.
В 1985 году стараниями учёных-энтузиастов из Института геохимии и геофизики АН Белорусской ССР в Минске был создан музей валунов.
В 1989 году музей валунов в Минске был объявлен памятником природы республиканского значения.

## Расположение
Расположен на восточной окраине Минска (между Академгородком и микрорайоном Уручье-2 в пойме бывшей реки, куда многие камни были занесены ледником), ул. Шугаева / Акад. Купревича. Возле музея расположены НИИ Академии наук Беларуси.
Это одновременно и парковая зона города — место отдыха минчан — в основном детей.

## Описание
Весь ландшафт — точная уменьшенная копия ландшафта Республики Беларусь в масштабе. 1 метр равен реальным 2 км, а 1 метр в высоту равен реальным 100 метрам. Граница страны выполнена в виде низких подстриженных кустиков. Областные города были отмечены 3 голубыми елями (остались только 2 дерева на месте, соответствующем городу Бресту). Реки показаны тропинками, усыпанными мелкими камешками. На территории музея около 2,5 тысяч камней и валунов. Те валуны, которые используются для обозначения какой-то возвышенности, были привезены именно из той местности. На карте музея обозначены 2 водоема (оз. Нарочь и Заславское водохранилище) в виде бетонных корыт.
Здесь находятся «Крест Стефана Батория», у которого, по преданию, обедал король Великого княжества Литовского во время похода на восток, камень «Дед», привезённый с древнего языческого капища, которое существовало в центре Минска до начала XX века, пограничные валуны, валуны в виде жерновов и др.

## Фотогалерея
- Валун «Дзед»